# AliOS
Aliyun OS (кит.: 阿里雲, у перекладі з китайської хмара Алі) — заснована на Linux мобільна операційна система, спроєктована для смартфонів. Розроблена AliCloud, дочкою китайської компанії Alibaba Group. Aliyun був випущений на китайський ринок 28 липня 2011.
На розробку ОС у AliCloud пішло три роки, було залучено 1600 інженерів. Компанія кинула виклик домінуванню Android у Китаї, та має наміри експансії на західні ринки.
Першим пристроєм на цій системі став K-Touch W700. Пристрої на Aliyun OS вже випускають кілька китайських компаній, включаючи Tianyu і Haier. На травень 2012 було продано 1 мільйон Aliyun-смартфонів.
У вересні 2012 Google пригрозила провідному світовому виробникові, тайванській компанії Acer припиненням усілякої взаємодії по платформі Android, в тому числі наданням технічної допомоги, у разі, якщо Acer не відмовиться від випуску в Китаї смартфона Acer CloudMobile A800 на платформі Aliyun. Acer був змушений відмовитися від свого продукту.

## Огляд
Aliyun OS побудована навколо ідеї залучення хмарної функціональності на мобільну платформу. За словами Alibaba, операційна система Aliyun була розроблена для того, щоб зміцнити становище компанії на місцевому ринку.  При цьому рішення створити власну систему прийшло після того, як компанії не вдалося реалізувати необхідний функціонал на платформі Google Android.
За даними розробника, Aliyun має хмарну електронну пошту, вебпошук, прогнози погоди та інструменти GPS навігації. Крім того, операційна система синхронізує та зберігає дані дзвінків, текстові повідомлення та фотографії у хмарі для доступу з інших пристроїв, включаючи персональні комп'ютери. Alibaba при запуску оголосила про надання користувачам 100GB сховища. Операційна система дозволяє користувачам запуск застосунків з Веба, надаючи перевагу такому засобу перед звантаженням застосунків на свої пристрої.
Система не використовує віртуальні машини Dalvik, але ОС є бінарно сумісний клон Android. App Store [Архівовано 15 червня 2021 у Wayback Machine.], запущений разом з Aliyun OS, містить Android APK.

## Виноски
1. ↑  Архівована копія. Архів оригіналу за 4 жовтня 2013. Процитовано 14 вересня 2012.{{cite web}}:  Обслуговування CS1: Сторінки з текстом «archived copy» як значення параметру title (посилання)
2. ↑  Архівована копія. Архів оригіналу за 16 вересня 2012. Процитовано 14 вересня 2012.{{cite web}}:  Обслуговування CS1: Сторінки з текстом «archived copy» як значення параметру title (посилання) [Архівовано 2012-09-16 у Wayback Machine.]
3. ↑  Google пригрозила Acer исключением из экосистемы Android. Архів оригіналу за 18 вересня 2012. Процитовано 17 червня 2019. [Архівовано 2012-09-18 у Wayback Machine.]
4. ↑  Reisinger, Don (28 липня 2011). Alibaba OS-powered handset launching this month | The Digital Home. CNET News. Архів оригіналу за 31 жовтня 2012. Процитовано 7 вересня 2011.